# Miroslav Blaťák
Miroslav Blaťák (ur. 25 maja 1982 w Gottwaldovie) – czeski hokeista, reprezentant Czech, olimpijczyk.

## Kariera
- HC Zlín (1999–2006)
  -  HC Uherske Hradiste (2000)
  -  HC Dukla Jihlava (2002)
- Mora IK (2006–2007)
- Saławat Jułajew Ufa (2007-2013)
- Awangard Omsk (2013-2015)
- Siewierstal Czerepowiec (2015)
- PSG Zlín (2016-2017)

Wychowanek klubu HC Zlín. Od 2007 roku zawodnik rosyjskiego klubu Saławat Jułajew Ufa. W kwietniu 2013 roku media informowały, że przedłużył kontrakt o trzy lata, jednak wraz z dniem 30 kwietnia 2013 jego umowa została rozwiązana. Od maja 2013 zawodnik Awangardu Omsk, związany dwuletnim kontraktem. Z klubu odszedł z końcem kwietnia 2015. Od lipca do listopada 2015 zawodnik Siewierstali Czerepowiec. Od kwietnia ponownie zawodnik PSG Zlín. Na początku maja 2017 ogłosił zakończenie kariery zawodniczej.
Uczestniczył w turniejach mistrzostw świata w 2006, 2009, 2010, 2012 oraz zimowych igrzysk olimpijskich 2010.

## Sukcesy
Reprezentacyjne
- Srebrny medal mistrzostw świata: 2006
- Złoty medal mistrzostw świata: 2010
- Brązowy medal mistrzostw świata: 2012

Klubowe
- Złoty medal mistrzostw Czech: 2004 z HC Zlín
- Srebrny medal mistrzostw Czech: 2005 z HC Zlín
- Brązowy medal mistrzostw Czech: 2002 z HC Zlín
- Złoty medal mistrzostw Rosji: 2008 i 2011 z Saławatem Jułajew Ufa
- Puchar Gagarina: 2011 z Saławatem Jułajew Ufa
- Puchar Nadziei: 2014 z Awangardem Omsk

Indywidualne
- Mistrzostwa świata juniorów do lat 20 w 2002:
  - Pierwsze miejsce w klasyfikacji strzelców wśród obrońców: 3 gole
  - Pierwsze miejsce w klasyfikacji asystentów wśród obrońców: 4 asysty
  - Pierwsze miejsce w klasyfikacji kanadyjskiej wśród obrońców: 7 punktów
- KHL (2009/2010):
  - Czwarte miejsce w klasyfikacji +/- w sezonie zasadniczym: +33
  - Piąte miejsce w klasyfikacji strzelców wśród obrońców w fazie play-off: 3 gole
- KHL (2010/2011):
  - Czwarte miejsce w klasyfikacji strzelców wśród obrońców w fazie play-off: 4 gole
- KHL (2012/2013):
  - Najlepszy obrońca tygodnia w lutym 2013[9]
  - Piąte miejsce w klasyfikacji asystentów wśród obrońców w fazie play-off: 7 asyst